# 五霞町
五霞町（ごかまち）は、茨城県西南端の県西地域に位置する猿島郡にある町。町内の北東部を流れる利根川を挟んで境町や古河市、東部を流れる江戸川を隔てて千葉県、西南部を流れる中川を隔てて埼玉県に接する。旧・下総国葛飾郡。東京都市圏。

## 概要
茨城県の西南端に位置し、関東平野のほぼ中央にあり、東京都心からの距離は約50キロメートルである。
隣接している市町村は、茨城県古河市・境町、埼玉県久喜市・幸手市、千葉県野田市の5市町である。茨城県内の市町村では唯一、町内全域が利根川の右岸（南側）にあり、江戸川の起点としても知られている。
茨城県内の他市町村から当町へ直接アクセスできる道路は、1981年（昭和56年）に新4号国道春日部古河バイパスの新利根川橋が有料道路として架かる（2001年（平成13年）4月7日からは無料開放）まで存在していないため、同じ茨城県内へ直接行くことが出来ない飛び地であった。このような理由から、住民の日常生活における物品の購入・就労・進学など当町における生活圏は、利根川を隔てて隣接する茨城県古河市、猿島郡境町より、埼玉県幸手市や久喜市（旧栗橋町）との結びつきが強い。そのため、茨城県・県西地域の市町村では唯一、東京都市圏（都市雇用圏）に属する。最新の2015年（平成27年）の統計では、同じ県西地域の古河市、県南地域のつくば市・土浦市よりも東京都へ通勤・通学する就業者・通学者の割合が高い。
東京都市圏には属するものの、隣接する古河市とともに昭和30年代から工業立地が進み、埼玉県方面からの労働力流入も多く、 昼間人口比率が124％（平成17年国勢調査）と高いことも特徴である。最新の平成27年の国勢調査では昼夜間比率が県内1位である。
また、当町の指定金融機関は、さいたま市に本店を有し埼玉県を拠点としている武蔵野銀行である。一方で、茨城県の指定金融機関であり、県庁所在地である水戸市に本店のある常陽銀行は、茨城県内の市町村では唯一、店舗・ATMともに当町には存在しない。
わずかではあるが、夏には冬木地区などで蛍が飛ぶ。
首都圏中央連絡自動車道（圏央道）五霞インターチェンジの供用に伴い、圏央道・新4号国道・県道西関宿栗橋線等の高次な広域交通体系が確立された立地を生かし、商業・工業・流通業務等を中心とした「五霞インターチェンジ周辺地区土地区画整理事業」を進めている。圏央道供用に伴い、当町における工業地の地価上昇率が全国1位となった（平成29年都道府県地価調査）。

## 地理

### 概要
- 地勢:海抜は14m（土与部・江川などの台地）から7m（山王）であり、町内全域がほぼ平坦である。かつての利根川本流の権現堂川より東側に位置し、一部は猿島台地上のため、1947年（昭和22年）のカスリーン台風では浸水を免れている。
- 町内の三角点
  - 下坪（5439-15-0902） 標高9.92m
  - 宮脇（5439-16-0001） 標高11.45m

### 河川
- 利根川
- 江戸川
- 中川
- 権現堂川（行幸湖）
- 冬木落川
- 五霞落川

### 地名
- 元栗橋（もとくりはし）
- 川妻（かわつま）
- 小手指（こてさし）
- 新幸谷（しんこうや）
- 小福田（こふくだ）
- 大福田（おおふくだ）
- 山王山（さんのうやま）
- 山王 （さんのう）
- 江川（えがわ）
- 幸主（こうしゅ）
- ごかみらい
- 冬木（ふゆぎ）
- 前林（まえばやし）
- 釈迦（しゃか）
- 原宿台（はらじゅくだい）

注意 : 住所などとして地名を用いる場合、「原宿台」及び「ごかみらい」以外では「大字元栗橋」のように「大字」をそれぞれの地名の前に冠する。

### 隣接する自治体
- 茨城県
  - 古河市
  - 猿島郡境町
- 埼玉県
  - 久喜市
  - 幸手市
- 千葉県
  - 野田市

## 歴史
- 1857年（安政4年）10月 : 赤松宗旦『利根川図志』に、現在の五霞町の区域が「五ヶ村島」として紹介され、下総国葛飾郡に属し、南は権現堂川、北は赤堀川、東は逆川の間にあり、佐伯川の西に川妻村と東に他の十一ヶ村があるが、古くは五ヶ村であったものが分かれたとされる[4]。
- 1878年（明治11年）12月2日 : 郡区町村編制法により、茨城県管下の下総国葛飾郡の区域を西葛飾郡とする。
- 1881年（明治14年） : 西葛飾郡幸館新田・主税新田が合併して幸主村となる。
- 1889年（明治22年）4月1日 : 町村制の施行により、西葛飾郡元栗橋村、幸主村、山王山村、山王村、江川村、冬木村、新幸谷村、川妻村、小手指村、大福田村及び小福田村の十一ヶ村が合併し五霞村が発足[5][6]。
- 1892年（明治25年）
  - 村役場を元栗橋から小福田の無量寿寺境内へ移転。
  - 五霞村小学校を創設。
- 1893年（明治26年） : 五霞尋常小学校の名称を五霞第一尋常小学校に変更する。幸主分教場の名称を五霞第二尋常小学校に変更する。
- 1895年（明治28年） : 千葉県東葛飾郡関宿町の権現堂川以北（江戸町の一部）を編入。
- 1896年（明治29年）3月29日 : 郡制施行に伴い、西葛飾郡が廃止され、猿島郡に編入される。
- 1910年（明治43年）
  - 五霞第一尋常小学校及び五霞第二尋常小学校を廃し、五霞尋常小学校を設置する。
  - 五霞尋常小学校及び五霞高等小学校を廃し、五霞尋常高等小学校を設置する。
  - 利根川で洪水が発生し、権現堂川と逆川（現在の江戸川流頭）が決壊する[7]。
- 1916年（大正5年） : 猿島郡香取村大字前林の区域の一部及び大字釈迦の区域の一部を廃し、その区域を猿島郡五霞村に編入する。 （利根川（赤堀川）南岸の区域）
  - 猿島郡香取村旧大字前林の区域の一部を大字前林に設定する。
  - 猿島郡香取村旧大字釈迦の区域の一部を大字釈迦に設定する。
- 1921年（大正10年） : 村役場を無量寿院境内から小福田に新築移転。
- 1927年（昭和2年） : 山王閘門が竣工となる。
- 1935年（昭和10年） : 7.99mの水位を記録する洪水が発生する。
- 1963年（昭和38年） : 村役場の新庁舎（現在の町役場庁舎）が竣工となる。
- 1964年（昭和39年） : 関宿橋、境大橋が開通する。
- 1970年（昭和45年） : 五霞東小学校が設置される。
- 1971年（昭和46年） : 五霞西小学校が設置される。
- 1979年（昭和54年）11月27日 : 村章を制定する。
- 1981年（昭和56年） : 新4号国道春日部古河バイパスに新利根川橋が開通する。
- 1983年（昭和58年） : 村役場の庁舎を増築する。
- 1986年（昭和61年） : 村の花・村の木・村の鳥を制定する。
- 1989年（平成元年） : 村制百周年記念事業を挙行。
  - 10月20日 : 五霞村民憲章を制定する。
- 1993年（平成5年） : 首都圏中央連絡自動車道（圏央道）のインターチェンジの村内設置が決定。
- 1996年（平成8年）6月1日 : 猿島郡五霞村を猿島郡五霞町とする。
- 2001年（平成13年）4月7日 : 新4号国道春日部古河バイパスの新利根川橋を無料開放する。
- 2002年（平成14年）11月 : 合併に関する住民アンケートの結果、枠組みは「埼玉県内」が81.2％、「茨城県内」が17.1％となる。12月には幸手市との任意合併協議会が設置。
- 2003年（平成15年）4月1日 : 埼玉県幸手市との法定合併協議会を設置。
- 2004年（平成16年）1月31日 : 合併協議会を解散、単独での存続を決定。
- 2005年（平成17年）4月23日 : 道の駅ごかがオープン。
- 2013年（平成25年）10月1日 : 五霞町コミュニティ交通「ごかりん号」試験運行開始。
- 2015年（平成27年）3月29日 : 首都圏中央連絡自動車道（圏央道） 久喜白岡JCT - 境古河IC間開通、町内に五霞ICが開設。
- 2016年（平成28年）10月1日 : 五霞町コミュニティ交通「ごかりん号」本格運行開始。
- 2021年（令和3年）3月20日：茨城県道267号幸手境線バイパスの中川橋梁「令和橋」を含む延長約1.8kmの区間が供用。

### 変遷表
| 五霞町町域の変遷表 | 五霞町町域の変遷表 | 五霞町町域の変遷表 | 五霞町町域の変遷表  | 五霞町町域の変遷表 | 五霞町町域の変遷表    | 五霞町町域の変遷表           | 五霞町町域の変遷表   | 五霞町町域の変遷表 | 五霞町町域の変遷表 |
| 1868年 以前        | 1868年 以前        | 1868年 以前        | 明治元年 - 明治22年 | 明治22年 4月1日    | 明治22年 - 昭和64年   | 明治22年 - 昭和64年          | 明治22年 - 昭和64年  | 平成元年 - 現在    | 現在               |
| ------------------ | ------------------ | ------------------ | ------------------- | ------------------ | --------------------- | ---------------------------- | -------------------- | ------------------ | ------------------ |
| 西葛飾郡           |                    | 幸館村             | 明治14年 幸主村     | 五霞村             | 五霞村                | 明治29年3月29日 猿島郡に編入 | 五霞村               | 平成8年6月1日 町制 | 五霞町             |
| 西葛飾郡           | 幸館新田           |                    | 明治14年 幸主村     | 五霞村             | 五霞村                | 明治29年3月29日 猿島郡に編入 | 五霞村               | 平成8年6月1日 町制 | 五霞町             |
| 西葛飾郡           | 主税新田           |                    | 明治14年 幸主村     | 五霞村             | 五霞村                | 明治29年3月29日 猿島郡に編入 | 五霞村               | 平成8年6月1日 町制 | 五霞町             |
| 西葛飾郡           | 山王山村           |                    |                     | 五霞村             | 五霞村                | 明治29年3月29日 猿島郡に編入 | 五霞村               | 平成8年6月1日 町制 | 五霞町             |
| 西葛飾郡           | 山王村             |                    |                     | 五霞村             | 五霞村                | 明治29年3月29日 猿島郡に編入 | 五霞村               | 平成8年6月1日 町制 | 五霞町             |
| 西葛飾郡           | 江川村             |                    |                     | 五霞村             | 五霞村                | 明治29年3月29日 猿島郡に編入 | 五霞村               | 平成8年6月1日 町制 | 五霞町             |
| 西葛飾郡           | 冬木村             |                    |                     | 五霞村             | 五霞村                | 明治29年3月29日 猿島郡に編入 | 五霞村               | 平成8年6月1日 町制 | 五霞町             |
| 西葛飾郡           | 新幸谷村           |                    |                     | 五霞村             | 五霞村                | 明治29年3月29日 猿島郡に編入 | 五霞村               | 平成8年6月1日 町制 | 五霞町             |
| 西葛飾郡           | 元栗橋村           |                    |                     | 五霞村             | 五霞村                | 明治29年3月29日 猿島郡に編入 | 五霞村               | 平成8年6月1日 町制 | 五霞町             |
| 西葛飾郡           | 川妻村             |                    |                     | 五霞村             | 五霞村                | 明治29年3月29日 猿島郡に編入 | 五霞村               | 平成8年6月1日 町制 | 五霞町             |
| 西葛飾郡           | 小手指村           |                    |                     | 五霞村             | 五霞村                | 明治29年3月29日 猿島郡に編入 | 五霞村               | 平成8年6月1日 町制 | 五霞町             |
| 西葛飾郡           | 大福田村           |                    |                     | 五霞村             | 五霞村                | 明治29年3月29日 猿島郡に編入 | 五霞村               | 平成8年6月1日 町制 | 五霞町             |
| 西葛飾郡           | 小福田村           |                    |                     | 五霞村             | 五霞村                | 明治29年3月29日 猿島郡に編入 | 五霞村               | 平成8年6月1日 町制 | 五霞町             |
| 西葛飾郡           |                    | 釈迦村の一部       | 釈迦村の一部        | 香取村 の一部      | 香取村 の一部         | 明治29年3月29日 猿島郡に編入 | 大正5年 五霞村に編入 | 平成8年6月1日 町制 | 五霞町             |
| 西葛飾郡           | 前林村の一部       |                    |                     | 香取村 の一部      | 香取村 の一部         | 明治29年3月29日 猿島郡に編入 | 大正5年 五霞村に編入 | 平成8年6月1日 町制 | 五霞町             |
| 東葛飾郡           |                    | 関宿江戸町の一部   | 関宿江戸町の一部    | 関宿町 の一部      | 明治28年 五霞村に編入 | 明治29年3月29日 猿島郡に編入 | 五霞村               | 平成8年6月1日 町制 | 五霞町             |

## 人口
| |                                        |  |
| 五霞町と全国の年齢別人口分布（2005年） | 五霞町の年齢・男女別人口分布（2005年） |  |
| ■紫色 ― 五霞町 ■緑色 ― 日本全国 | ■青色 ― 男性 ■赤色 ― 女性              |  |
| 五霞町（に相当する地域）の人口の推移 \| 1970年（昭和45年） \| 8,382人 \| \| \| 1975年（昭和50年） \| 8,636人 \| \| \| 1980年（昭和55年） \| 8,645人 \| \| \| 1985年（昭和60年） \| 8,593人 \| \| \| 1990年（平成2年） \| 9,468人 \| \| \| 1995年（平成7年） \| 10,312人 \| \| \| 2000年（平成12年） \| 10,218人 \| \| \| 2005年（平成17年） \| 9,873人 \| \| \| 2010年（平成22年） \| 9,410人 \| \| \| 2015年（平成27年） \| 8,786人 \| \| \| 2020年（令和2年） \| 8,093人 \| \| |                                        |  |
| 総務省統計局 国勢調査より |                                        |  |
| 1970年（昭和45年） | 8,382人                                |  |
| 1975年（昭和50年） | 8,636人                                |  |
| 1980年（昭和55年） | 8,645人                                |  |
| 1985年（昭和60年） | 8,593人                                |  |
| 1990年（平成2年） | 9,468人                                |  |
| 1995年（平成7年） | 10,312人                               |  |
| 2000年（平成12年） | 10,218人                               |  |
| 2005年（平成17年） | 9,873人                                |  |
| 2010年（平成22年） | 9,410人                                |  |
| 2015年（平成27年） | 8,786人                                |  |
| 2020年（令和2年） | 8,093人                                |  |

かつては茨城県の市町村で最も人口が少ない自治体だったが、近年は稲敷郡河内町の人口が急激に減少していることにより逆転している。

## 行政
- 町長

鈴木理一（〜1998年1月11日）
大谷隆照（1998年1月12日〜2007年4月30日）
染谷森雄（2007年5月1日〜2023年４月30日）
知久清志（2023年5月1日～）

### 広域行政
- さしま環境管理事務組合 - 境町、五霞町、坂東市及び古河市（旧古河市の区域（平成17年9月11日現在の古河市の区域をいう。）に係る事務を除く。）ただし、第1号から第3号までに掲げる事務については、坂東市の旧岩井市の区域（平成17年3月21日現在の岩井市の区域をいう。）に係る事務を除く。
  - （1）し尿の処理に関する事務（収集及び運搬を除く。）
  - （2）墓地及び斎場の設置及び管理に関する事務
  - （3）霊柩車運送事業
  - （4）ごみの処理に関する事務（収集及び運搬を除く。）
  - （5）コミュニティセンター及び運動場の設置及び管理に関する事務
  - （6）組合施設周辺の環境整備及び還元施設に関する事務
- 茨城西南地方広域市町村圏事務組合 - 古河市、下妻市、坂東市、常総市（ただし、常総市に係るものについては、旧石下町の区域（平成17年12月31日現在の石下町の区域をいう。）を対象とする。）、八千代町、五霞町及び境町  
  - （1）利根老人ホームの設置及び管理に関する事務
  - （2）消防に関する事務。ただし、消防団に関する事務並びに消防水利の設置及び管理に関する事務を除く。
  - （3）病院群輪番制による救急医療の確保に関する事務
  - （4）小児救急医療の確保に関する事務
  - （5）別表に掲げる特殊湛水防除施設の設置及び管理に関する事務（下妻市及び五霞町を除く。）
  - 別表（名称及び住所）
    - 長井戸沼排水機場 境町2076番地
    - 大山沼排水機場 古河市前林2528番地
    - 飯沼第一排水機場 常総市大生郷新田町29番地3
    - 鵠戸沼排水機場 坂東市長谷4376番地2
- 利根川栗橋流域水防事務組合 - 埼玉県久喜市、埼玉県幸手市、埼玉県北葛飾郡杉戸町、埼玉県春日部市及び茨城県猿島郡五霞町 利根川右岸及び江戸川右岸の水防に関する事務を共同処理する。

## 経済

### 産業

#### 工業
- 工業事業所数（2018年）57ヵ所[8]
- 製造品出荷額等（2018年）2254億5806万円[8]
- 町内の工業団地 - 土与部工業団地、川妻工業団地、江川工業団地、大崎工業団地、押出工業団地、五霞IC周辺工業団地
- 町内に工場・事業所を置く主な企業
  - クリタ・ケミカル製造（栗田工業グループ）
  - キユーピー（キユーピー五霞工場、マヨネーズ製造）
  - ヤクルト
  - 共同印刷
  - サリックスマーチャンダイズシステムズ（安楽亭）
  - 新潮社
  - キッコーマンソイフーズ
  - 加藤製作所
  - やまや
  - ニットーパック
  - 染めQテクノロジィ

#### 農業
1966年（昭和41年）、県営土地改良事業および圃場整備事業。1974年（昭和49年）、農業構造改善事業によるカントリーエレベーター建設。
- 農家数（2015年）698戸（うち主業農家 47戸）[9]
  - 農家人口（2000年）4082人[10]
- 耕地面積（2017年） - 田 904ha、畑 40ha[9]
- 農業産出額（2016年）9億6000万円[9]
- 主な作物の収穫量（2004年）[11]
  - 米（コシヒカリなど）3970t
  - 牧草 904t
  - 小麦 390t
  - ハクサイ 435t
  - キャベツ 383t
  - ローズポーク[12]

#### 就業人口
（2002年）
- 第1次産業 331人
- 第2次産業 2,492人
- 第3次産業 2,367人

### 金融機関
- 武蔵野銀行 五霞支店
- 茨城むつみ農業協同組合（JA茨城むつみ） 五霞支店

### ライフライン
- 隣接県境に位置するため、町内のライフラインを管轄するほとんどの企業の支店が県外にある。
  - 電気 : 東京電力パワーグリッド 春日部支社（埼玉県春日部市）
  - 電話 : NTT東日本 栃木支店（栃木県宇都宮市）
  - 都市ガス : 日本瓦斯（本社・東京都渋谷区）
  - 水道 : 埼玉県企業局行田浄水場（埼玉県行田市）より町内全域に給水
  - 高速道路（首都圏中央連絡自動車道）：東日本高速道路 加須管理事務所（埼玉県加須市）
  - 国道（国道4号春日部古河バイパス）：国土交通省 関東地方整備局 宇都宮国道事務所 国分寺事務所（栃木県下野市）
  - コミュニティ交通運行事業者 : 朝日自動車 久喜営業所（埼玉県久喜市）

## 地域

### 教育
- 五霞幼稚園・保育園
- 川妻認定こども園おひさま
- 五霞町立五霞小学校
- 五霞町立五霞中学校

### 町の主要施設
- 五霞町役場
  - 中央公民館
  - 介護予防センター「やすらぎの家」
  - 保健センター
  - 福祉センター「ひばりの里」
  - ごか西児童館
  - ごか南児童館
- 五霞郵便局
- 五霞原宿台郵便局
- 道の駅ごか
- 五霞町B&G海洋センター
- 環境浄化センター
- 川妻浄水場

### 消防
- 茨城西南地方広域市町村圏事務組合 古河消防署（古河市）
  - 五霞分署

### 警察
- 茨城県境警察署（境町）
  - 元栗橋駐在所
  - 小福田駐在所

### 公園
- 童夢公園
- 中の島公園
- ごかみずべ公園
- Street sports park GOKA
- 五霞町総合運動公園
- 貝塚公園
- 河田前児童公園
- 川妻川岸前公園
- 河田前街区公園
- 原宿台運動公園
- 辰堂児童公園
- 辰戸児童公園
- 蓮田児童公園
- 宮前児童公園
- 江川第1公園
- 江川第2公園
- 元栗橋農村公園
- 小手指農村公園
- 堀の内農村公園
- 小福田農村公園
- 山王山農村公園
- 江川農村公園
- 大福田農村公園
- 幸主農村公園

## 交通
1981年に新利根川橋が架橋される前は、五霞町と茨城県内を直接結ぶ道路がなかったこともあり、五霞町と茨城県内の他市町村を結ぶ路線バス路線が開設されたことはない。公共交通機関で五霞町から茨城県内の他市町村へ出る場合は必ず埼玉県を経由しなければならない。
東北新幹線が大宮駅 - 小山駅間で当町内の西端をわずかながら通過しているものの、鉄道駅はない。最寄り鉄道駅は、東武鉄道日光線南栗橋駅。町の北部地区では、JR宇都宮線・東武日光線栗橋駅も利用圏である。

### バス
- 朝日自動車
  - 五霞町役場前 - 辰堂 - 幸手駅前

東武鉄道直営時代は東武バスの路線であったが、1991年に朝日自動車へ移管された。運行担当は朝日自動車境営業所。
- 五霞町コミュニティバス「ごかりん号」[14]
五霞町が朝日自動車へ運行委託している。運行担当は朝日自動車久喜営業所。

### 道路
- 高速道路
  - C4 首都圏中央連絡自動車道（圏央道）
    - 五霞インターチェンジ
- 一般国道
  - 国道4号春日部古河バイパス
- 都道府県道
  - 埼玉県道・茨城県道267号幸手境線
  - 埼玉県道・茨城県道268号西関宿栗橋線
- 道の駅
  - 道の駅ごか

### ナンバープレート
- 自動車登録番号標（ナンバープレート）は、「つくばナンバー」である。ご当地ナンバーとして新設され、2007年2月13日から導入された[15]。

## 名所・旧跡・観光スポット・祭事・催事
- 健康福祉まつり
- 五霞ふれあいまつり
- 幸主名馬尊
- 栗橋城址
- 東昌寺
- 川妻一色神社
- 穴薬師古墳
- 冬木A・B貝塚
- 童夢公園
- 中の島公園
- 道の駅ごか
- 情報・防災ステーションごか[16]
- 大福田大杉囃子
- 小手指台囃子
- 川妻ひょっとこ踊り

## 著名な出身者
- 木村純夫（埼玉県幸手市長）
- 神谷尚（元・埼玉県庄和町長）
- 高山利昭（元・国立公文書館公文書課長）
- 三坂二三吉（元・内閣総理大臣官房参事官）
- 猿橋英之（元・漫才コンビ5番6番）
- 青木才次郎（貴族院多額納税者議員）
- 渡辺庄三郎（版元、版画家）